# 玛格丽特·莱顿
玛格丽特·莱顿（英語：Margaret Leighton，1922年2月26日—1976年1月13日），英国女演员。曾获得黄金时段艾美奖戏剧类电视系列剧最佳女配角。